# Marie-José Mondzain
Marie-José Mondzain, née le 18 janvier 1942 à Alger (Algérie), est une philosophe française, spécialiste de l'art et des images.

## Biographie
Marie-José Mondzain est la fille du peintre Simon Mondzain (1888-1979), de l'École de Paris.
Elle étudie à l’École normale supérieure de Sèvres avant de faire une carrière universitaire comme directrice de recherche au Groupe de sociologie politique et morale, centre de recherche commun à l'EHESS et au CNRS.
Elle s'est spécialisée dans l'étude du rapport aux images, de l'iconoclasme de la période byzantine jusqu'aux représentations modernes (publicité, propagande, actualités, ainsi que celles de l'art contemporain),.

### Décoration
- 17 janvier 2013[5] :  Officier de l'ordre des Arts et des Lettres

## Prises de position
Le 30 novembre 2015, elle est parmi les signataires de l'Appel des 58 : « Nous manifesterons pendant l'état d'urgence »,.
Au printemps 2016, elle est présente lors du mouvement Nuit debout, sur la place de la République à Paris.